# Маргот Вальстрем
Маргот Елізабет Вальстрем (швед. Margot Elisabeth Wallström; 28 вересня 1954, Kåge, Швеція) — шведська політична та державна діячка, блогерка. Міністерка закордонних справ Швеції (2014-2019). Членкиня Соціал-демократичної партії. Перша блогерка серед членів Єврокомісії.

## Життєпис
За освітою Маргот Вальстрем — банківська менеджерка.
З 1974 року — омбудсмен шведської Соціал-демократичної партії.
З 1979 до 1985 — депутатка Риксдагу.
З 1988 до 1991 року обіймала посаду Міністра культури й Міністра соціальної політики уряду Швеції. Саме в цей час стала відома як політична діячка, яка змінює дискурс і по іншому сприймає усталені погляди на певні питання.
1999—2009 — у складі Європейської комісії, де опікувалася питаннями довкілля. Надалі — перша віцепрезидент і комісарка з міжінституційних зв'язків.
2006 — визнана найпопулярнішою жінкою Швеції.
2004—2009 рр. — вела блог. Останній запис — 16 грудня 2009 року, де йдеться про вихід із Єврокомісії.
2010—2012 — спеціальна представниця  Генерального секретаря ООН з питань воєнного сексуального насильства.
З 2014 до 2019 року — Міністр закордонних справ Швеції.

## Політична діяльність
Січень 2015. Маргот Вальстрем на чолі групи спеціалістів високого рівня, де обговорювалися питання толерантності й діалогу в боротьбі з радикальним екстремізмом. Цікавими для міністерки виявилися участь у семінарі щодо обмеження торгівлі звичайним озброєнням й розмова з амбасадлрками ООН щодо значних аспектів феміністської зовнішньої політики.
Поїздка до США сприймалася Маргот Вальстрем як важлива складова шляху просування кандидатури від Швеції на посаду постійного члена Ради Безпеки ООН на період з 2017 по 2018 роки.
Липень 2017. Обмін посланнями між Міністрами іноземних справ Швеції й Вірменії з нагоди 25-річчя встановлення дипломатичних відносин між країнами. У своєму зверненні Вальстрем підкреслила, що існує значний потенціал для збільшення співробітництва між двома країнами з таких питань, як права й свободи людини.
Жовтень 2017. Вальстрем підтримала міжнародну компанію проти сексуальних домагань та сексуального насильства проти жінок «Me too», яку започаткувала американська акторка Алісса Мілано.
Листопад 2017. Під час візиту до Грузії висловила підтримку європейським прагненням грузинського народу як прогресивного члена Східного партнерства, що вводить демократичні реформи й бореться з корупцією.
Міністерка закордонних справ Швеції Маргот Вальстрем з офіційним візитом тричі відвідала Україну. У своєму виступі зазначила, що на порядку денному реформи в Україні й підтримка європейського майбутнього українського народу.
Серпень 2018. Закликала російську владу звільнити незаконно засудженого українського режисера Олега Сенцова: «Глибоко занепокоєна повідомленнями про погіршення стану здоров'я Олега Сенцова. Його утримання порушує міжнародне право і ґрунтується на правовому процесі, який не відповідає елементарним стандартам правосуддя. Ми закликаємо Росію звільнити його та інших незаконно утримуваних громадян України.»